# Tal, musik och hörsel
Tal, musik och hörsel (TMH) är en forskningsenhet vid KTH. TMH:s forskning kretsar kring alla former av mänskligt tal och kring talteknologi, och med över 60 år på nacken är det Sveriges äldsta forskningsenhet i sitt slag. Enheten är tvärvetenskaplig och bland de forskare som haft sin hemvist här finner man förutom ingenjörer och datavetare bland annat lingvister, fonetiker, kognitionsvetare, och psykologer.

## Historia
TMH grundades (då under namnet Taltransmissionslaboratoriet) 1951 av Gunnar Fant, som gick i bräschen för tidens internationella talforskning. Den är sedan grundandet belägen på KTH:s Campus Vallhallavägen, där den inledningsvis var inhyst på Lindstedtsvägen 3 och senare på Drottning Kristinas väg 31. 2004 flyttades den till Lindstedtsvägen 24 på Campus Vallhallavägens övre borggård i samband med att Försvarshögskolan tog över huset på Drottning Kristinas väg.
Enheten har en stark tradition av att kultivera forskare. Efter Gunnar Fant själv följde Johan Sundberg, Björn Lindblom och Sven Öhman, som alla tre gick vidare till den absoluta internationella framkanten av sina områden (Johan Sundberg är än idag en högst aktiv kraft på TMH). Sedan dess har enheten producerat ytterligare ca 70 doktorer. Enheten är dessutom en attraktiv miljö för namnkunniga gästforskare, och ett stort antal av områdets storheter har tillbringat tid här, till exempel Julia Hirschberg, som under sin vistelse blev hedersdoktor på KTH.

## Forskning
Forskningsinriktningen var inledningsvis fokuserad på talproduktion och syntetiskt tal. På 1950-talet var Orator Verbis Electris (OVE I) en av de första talsynteserna i världen och under 1960-talet låg talsyntesen Orator Verbis Electris (OVE II) i täten när det gällde naturtrogen talsyntes.
Med tiden har forskningsområdet vidgats till att omfatta de flesta aspekter av tal och talad kommunikation. Till de mer framstående områdena hör:
- multimodal interaktion, där hänsyn tas inte bara till talet utan även till andra fenomen som gester, blickar, ansiktsuttryck
- interaktion mellan människor och avatarer eller robotar
- situationerad interaktion, där omgivningen i vilken interaktionen äger rum tas med i beräkningen
- tal- och samtalsstudier som går längre än vad som sägs, och dessutom tittar på hur det sägs

Enheten bedriver ungefär lika delar grundforskning och applikationsforskning. På det senare området undersöker man hur talanalys och talteknologi kan komma till nytta i en rad skilda områden utöver kommunikation, från vård och hälsa till tillverkning och verksamhetsstöd till utbildning och underhållning.